# De Coelesti Hierarchia

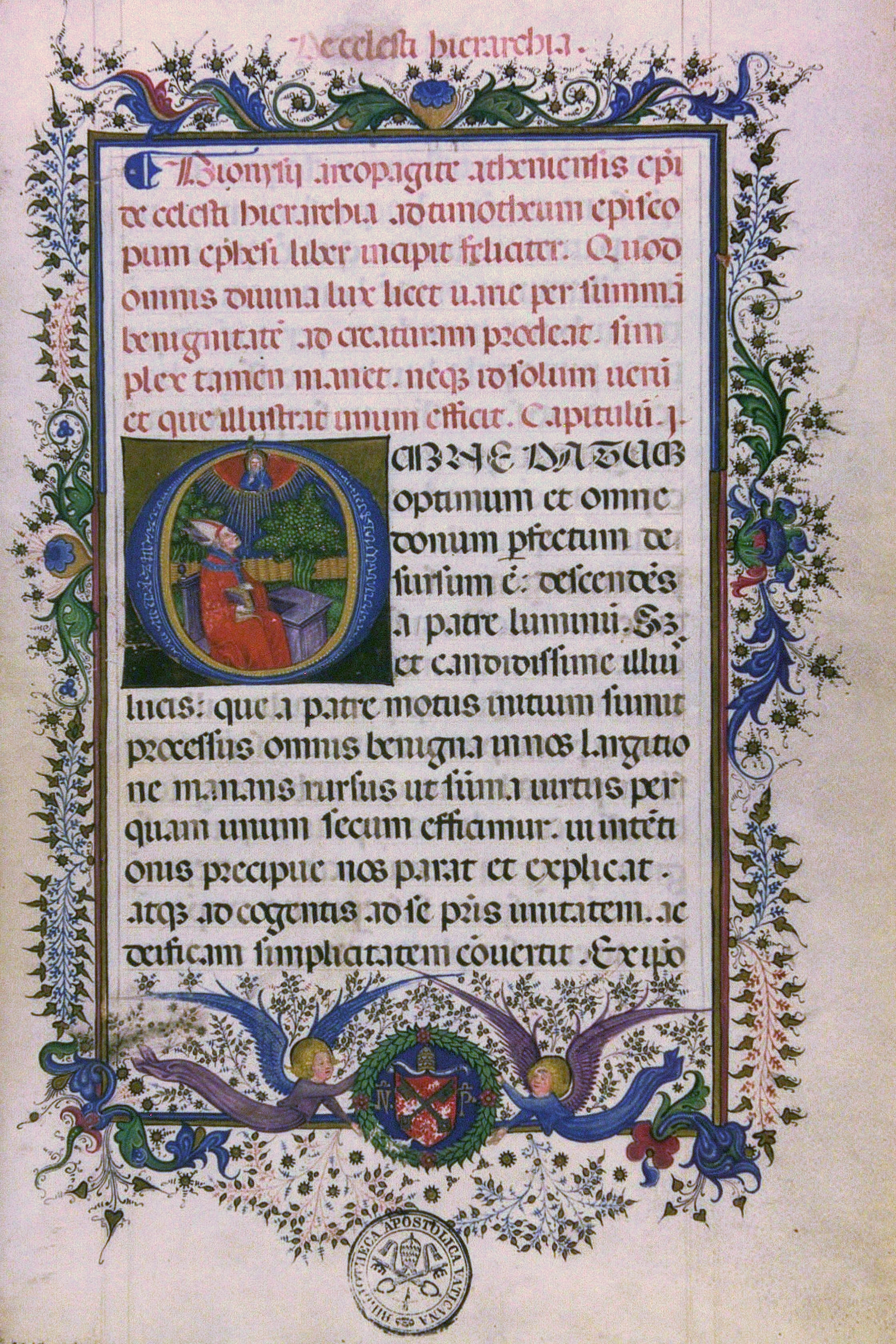
Der Anfang der Schrift De coelesti hierarchia in der lateinischen Übersetzung von Ambrogio Traversari. Biblioteca Apostolica Vaticana, Vat. lat. 171, fol. 1r (15. Jahrhundert)

De Coelesti Hierarchia (altgriechisch Περὶ τῆς Οὐρανίας Ἱεραρχίας „Über die himmlische Hierarchie“) ist ein in Griechisch verfasstes pseudo-dionysisches Werk über Engel. Es wird in das späte 5. oder frühe 6. Jahrhundert datiert.

## Zu Rezeption und Inhalt
Das Werk entfaltete großen Einfluss auf die scholastische Theologie und behandelt sehr ausführlich die Hierarchie der Engel. Darüber hinaus beeinflusste es die theologische Entwicklung der Orthodoxen Kirchen.
Thomas von Aquins Summa Theologica (I.108) folgt der Hierarchia (6.7) in der Vorstellung der himmlischen Heere. Er unterteilt die Engel in drei Hierarchien mit jeweils drei Rängen, abhängig von ihrer Nähe zu Gott. Diese Neun Chöre der Engel wurden auch durch Papst Gregor I. übernommen.
Es unterscheidet:
1. Seraphim, Cherubim und Thronengel
2. Herrschende, Tugenden und Mächte
3. Häupter, Erzengel und Engel

In dieser Aufteilung schließt sich die Hierarchia lose an ein Bibelzitat aus Röm 8,38  an.

## Der metaphorische Charakter der Engelslehre
Die Engelslehre von De Coelesti Hierarchia ist vor dem Hintergrund der methodischen Überlegungen im zweiten Kapitel des Werks zu verstehen. Dionysius erläutert hier, dass er beabsichtige „die himmlischen Hierarchien [der Engel] nach ihrer eigenen Offenbarung in der Heiligen Schrift zu studieren.“ Der Verfasser baut also seine Darstellung auf biblischen Aussagen auf.
Diese biblischen Aussagen dürfe man aber keineswegs wörtlich nehmen: Zum Beispiel mahnt der Verfasser, „nicht – gleich der ungebildeten Menge- der lästerlichen Auffassung [zu] verfallen, als wären himmlische und gottähnliche Wesen Gestalten mit vielen Füßen und allerhand Gesichtern, oder nach tierischen Vorbildern von Stieren oder nach Raubtierformen geschaffen, wie Löwen, oder nach dem Muster von Adlern mit krummen Schnäbeln oder wie Vögel mit buschigem Gefieder […]“  – obwohl in der Bibel durch den Propheten Ezechiel Engel genau so beschrieben werden (vgl. Ezechiel 1, 5–14). Grund für solche eigentlich irreführenden bildhaften Beschreibungen der himmlischen Wesen in der Bibel sei, „dass sich die Offenbarung dichterisch geheiligter Formengebilde bedient [hat], um gestaltlose Geister vor uns erscheinen zu lassen, weil sie […] auf unser Erkenntnisvermögen Rücksicht nahm.“
Die Verwendung eigentlich unpassender bildhafter Aussagen über die Engel sei aufgrund von deren transzendenter Natur unvermeidbar: „Die Beschreibungen der heiligen Schriften erweisen […] den himmlischen Ordnungen […]  keine Schmach, wenn sie dieselben durch unähnliche Gestaltungen zu verdeutlichen suchen, da es ähnliche nicht geben kann. Eben dadurch deuten sie ihr Wesen als überweltlich an und zeigen uns, dass es allem Stofflichen unerreichbar bleibt.“
Es geht also Dionysius weniger darum, Aussagen darüber zu machen, wie es im Himmel genau aussieht. Wichtiger ist, dass die gestufte Ordnung der Engel in der Darstellung des Dionysius ein Symbol für die Stufen des mystischen Wegs der Seele zur Gotteserfahrung ist: „De caelesti hierarchia untersucht, wie man die biblischen neun Engelchöre so verstehen kann, dass […] sie für unseren Aufstieg zu Gott einschlägig sind.“

## Ausgaben und Übersetzungen
- Günter Heil, Adolf Martin Ritter (Hrsg.): Pseudo-Dionysius Areopagita. De Coelesti Hierarchia, De Ecclesiastica Hierarchia, De Mystica Theologia, Epistulae (= Corpus Dionysiacum 2). De Gruyter, Berlin 1991; 2. überarbeitete Auflage 2012, ISBN 978-3-11-027706-7.
- Des heiligen Dionysius Areopagita angebliche Schriften über die beiden Hierarchien. Aus dem Griechischen übersetzt und mit Erläuterungen versehen von Josef Stiglmayr S. J. Bibliothek der Kirchenväter, Kempten und München 1911 (archive.org).